# Copa Ibérica femenina de fútbol sala
La Copa Ibérica de fútbol sala femenino es una competición deportiva que enfrenta al campeón de la Liga Nacional de Fútbol Sala en categoría femenina de España contra el vencedor de la Liga portuguesa de fútbol sala femenina. Creada en el año 1998, solo se han disputado 5 ediciones del torneo hasta la actualidad.

## Campeones
| Temporada | Campeón                      | Subcampeón               | Resultado      |
| 1998      | Femesala Elche               | SL Benfica               | ??             |
| 2007      | SL Benfica                   | FSF Móstoles             | 8-9 / 8-6      |
| 2008      | No se disputó                |                          |                |
| 2009      | Cajasur Deportivo Córdoba    | Restauradores Avintenses | 5–2            |
| 2010      | No se disputó                |                          |                |
| 2011      | Ponte Ourense FSF            | FC Vermoin Braga         | 9-2            |
| 2012      | Atlético Madrid Navalcarnero | FC Vermoin Braga         | 7-7 (8-7 pen.) |

## Palmarés
| Equipo                       | Campeón | Subcampeón | Títulos (por año) |
| ---------------------------- | ------- | ---------- | ----------------- |
| SL Benfica                   | 1       | 1          | 2007              |
| Femesala Elche               | 1       |            | 1998              |
| Cajasur Deportivo Córdoba    | 1       |            | 2009              |
| Ponte Ourense FSF            | 1       |            | 2011              |
| Atlético Madrid Navalcarnero | 1       |            | 2012              |
| FC Vermoin Braga             |         | 2          |                   |
| FSF Móstoles                 |         | 1          |                   |
| Restauradores Avintenses     |         | 1          |                   |